# Koning Willem II Stadion
Het Koning Willem II Stadion, gelegen aan de Goirleseweg in Tilburg, is de thuisbasis van voetbalclub Willem II. Het stadion biedt plaats aan 14.700 toeschouwers. Per 30 januari 2009 is de toevoeging 'Koning' verwerkt in de naam van het stadion, dit is een verwijzing naar koning Willem II der Nederlanden.
Alle zitplaatsen in het stadion zijn overdekt en verwarmd. Het speelveld beschikt over veldverwarming. Het stadion in zijn huidige vorm werd officieel geopend op 31 mei 1995.
Voorheen speelde Willem II zijn thuiswedstrijden op het 'Gemeentelijk Sportpark'. Eind 1992 werd begonnen met de sloop van dit stadion en in 1995 werd de bouw van het nieuwe Willem II-stadion voltooid.
In 2000 is het hoofdgebouw van het stadion verbouwd. Het vernieuwde hoofdgebouw beschikt nu over zestien business rooms, een restaurant, een congresruimte, een businessclub, een clubwinkel en een supporterscafé.

## KingSide
De fanatieke aanhang van Willem II bevindt zich op de vakken A, B en C, beter bekend als de KingSide, en op vak E. De KingSide werd opgericht in 1979.

## Koningshoeven
Meerdere plekken in Tilburg zijn door Willem II aangedaan (in de eerste anderhalf jaar van zijn bestaan als FC Tilburgia).

### Koningshoeven (Voetbalweg)
De 'Voetbalweg', genoemd naar de weg waar Willem II op Koningshoeven zijn thuiswedstrijden speelde, was onverhard en veranderde vaak in een modderpoel. De grond waarop gespeeld werd, was van de fabrikantenfamilie Van den Bergh, die ook de clubkleuren introduceerde door voor kleding te zorgen die afkomstig was van de opgeheven voetbalclub Wilhelmina uit Oost-Nederland. Het voetbal in deze tijd speelde zich voornamelijk af in de Randstad. Willem II doorbrak dit door als eerste club van buiten de randstad kampioen te worden (1916).

### Historische wedstrijd
Op woensdag 4 april 1923 werd op Koningshoeven aan de Voetbalweg een van de meest fameuze wedstrijden gespeeld uit de historie van Willem II. Tegenstander was het Engelse Corinthians, het beste wat Engeland op amateurgebied kon opbrengen. In Engeland bestond toen al profvoetbal, maar alleen al spelen tegen de beste amateurs werd als een eer beschouwd. In de Nieuwe Tilburgsche Courant en het Nieuwsblad van het Zuiden verscheen het bericht dat maar liefst 500 personen werkzaam op d'n Atelier (werkplaats van de spoorwegen) verlof hadden gevraagd om de wedstrijd te kunnen zien. Ook de textielarbeiders gingen bij hun patroons vragen of de fabrieken niet enkele uren vroeger stil konden worden gelegd. Niemand wilde deze unieke gebeurtenis missen. De wedstrijd was voor Willem II al historisch voor er afgetrapt was. Willem II won met 5–1, een uitslag die aan duidelijkheid weinig te wensen overliet. Toch roemde de pers het voortreffelijke en hoogontwikkelde spel van de Engelsen, die hun combinaties echter te ver doorvoerden. Een recordaantal van 6.000 toeschouwers bezocht de wedstrijd.
Met de ontvangst van Willem II na het behaalde landskampioenschap was deze wedstrijd het beste bewijs dat voetbal in Tilburg bij het publiek grote belangstelling genoot.

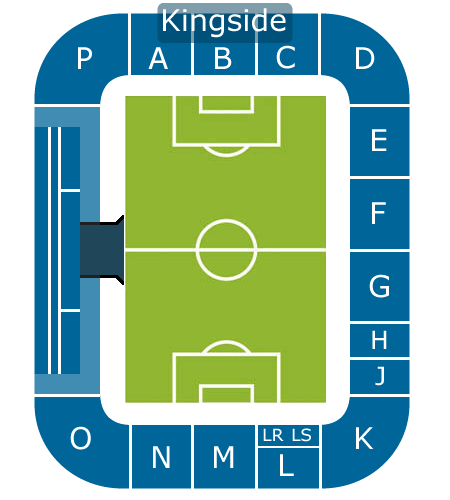
Plattegrond van het stadion

## Gemeentelijk Sportpark
Door de aanleg van het Wilhelminakanaal was Willem II genoodzaakt een andere thuisbasis te zoeken. De club kwam terecht op een locatie aan de Goirleseweg, waar een tienjarig huurcontract werd getekend met het Roomsch Katholiek Sportpark. De tribune, ontworpen door Jan van der Valk, en de doelpalen van het terrein aan de Voetbalweg verhuisden mee.
Het sportpark bestond al een tijdje voordat Willem II er zijn intrede deed. Door de nieuwe Arbeidswet van 1919 kwam er een einde aan de absurd lange werktijden. De Tilburgse arbeider was van oudsher gewend aan lange werkdagen met weinig ruimte voor ontspanning. Om de vrijetijdsbesteding van de Tilburgers in goede banen te leiden, en dus cafébezoek en dronkenschap te voorkomen, hielden diverse respectabele burgers zich omstreeks 1920 intensief bezig met het oprichten van een sportparkvereniging. De initiatiefnemers voor het sportpark namen een optie op een terrein aan de Goirleseweg, dat verder begrensd werd door de thans verdwenen Vleugelstraat en Heiningstraat. Op 30 maart werd een aanvraag ingediend bij burgemeester en wethouders om het betreffende perceel van een afrastering te mogen voorzien. De kosten van het ongeveer vier hectare grote sportparkcomplex werden geraamd op ongeveer 110.000 gulden.
Als eersten voetbalden NOAD en RKTVV op het sportpark. In 1923 moest RKTVV echter alweer afscheid nemen van het complex. Een jaar daarna verliet ook NOAD het sportpark om een eigen terrein te exploiteren. Door de gedwongen verhuizing van Willem II van de Voetbalweg was dit een ideale kans om het sportpark van de ondergang te redden. De exploitatie kon immers pas op niveau worden gebracht als er een veel publiek trekkende eersteklasser op het sportpark gevestigd zou zijn. Tijdens de eerste wedstrijd van Willem II op het sportpark tegen Eindhoven, waar 6000 toeschouwers op afkwamen, was er voor het eerst weer eens iets positiefs te melden over het sportpark. De wedstrijd werd met 6-2 door Willem II gewonnen.
"Tilburg zal de beschikking krijgen over een sportstadion zoals er in heel het Zuiden niet te vinden is" wist het Nieuwsblad van het Zuiden eind 1946 te melden. Het stadion verkeerde op dat moment in een vervallen staat. Tijdens de oorlog was het voor een groot deel ontdaan van het hout dat als brandhout werd gebruikt. In eerste instantie wilde men de accommodatie volledig opknappen maar later ging men over op de bouw van een geheel nieuw stadion, wat nogal gewaagd was want net na de oorlog waren bouwmaterialen zeer schaars. De kosten van het stadion, ruim één miljoen gulden, logen er ook niet om. Het nieuwe sportpark bestond uit een tennispark met twaalf tennisbanen, vijf bijvelden voor hockey, korfbal en voetbal en een stadion in arenavorm. Over de toeschouwerscapaciteit bestond aanvankelijk nog wat onduidelijkheid. Er werden in ambtelijke stukken, raadsverslagen en perspublicaties getallen genoemd die uiteen liepen van 15.000 tot 25.000. Zelfs werd verwacht dat het uiteindelijke stadion wel 30.000 bezoekers zou kunnen herbergen.
In 1947 ging de eerste spade de grond in en begin 1948 was het grasveld klaar om bespeeld te worden. In de jaren daarna werd nog een aantal aanpassingen aan het stadion gedaan. Zo kreeg het stadion in 1953 een nieuwe overdekte hoofdtribune en werd er in 1982 eindelijk een lichtinstallatie geplaatst.
De promotie van Willem II in 1979 was voor Ballast Nedam het sein om de gemeente te benaderen over de mogelijkheden van een nieuw stadion. Interesse was er op dat moment echter nauwelijks. Pas in 1988 viel in Tilburg te beluisteren dat het stadion van Willem II al enige jaren niet meer voldeed aan de eisen die sponsors en supporters eraan stelden. Voorwaarde voor nieuwbouw was wel dat de club met eigen geld en met gemeentegeld tot nieuwbouw over zou gaan. Daarmee was de discussie van een andere locatie (Stappegoorgebied, Tivoligebied en Moerenburg) van de baan. Na de aanleg van een nieuw kunststofatletiekaccommodatie buiten het stadion was de weg vrij om te gaan bouwen. Het werd een compact stadion met beperkte toeschouwerscapaciteit, waarbij de 14.700 zitplaatsen allemaal overdekt werden.

## Grote toernooien
In het Koning Willem II stadion werden in 2005 wedstrijden gespeeld voor het WK onder 20 jaar. Het Nederlands team speelde er de groepswedstrijd tegen Benin en er werden nog andere groepswedstrijden, een achtste finale en een kwartfinale gespeeld. In 2017 werd het stadion ook gebruikt voor het EK vrouwen. Het Nederlands elftal speelde in Tilburg de groepswedstrijd tegen België en er werden nog andere groepswedstrijden en een kwartfinale in Tilburg gespeeld.

## Interlands
| Nr. | Datum           | Wedstrijd           | Uitslag        | Competitie             |
| --- | --------------- | ------------------- | -------------- | ---------------------- |
| 1.  | 20 april 1994   | Nederland – Ierland | 0 – 1          | Vriendschappelijk      |
| 2.  | 29 mei 1996     | Nederland – China   | 2 – 0          | Vriendschappelijk      |
| 3.  | 18 juni 2005    | Nederland – Benin   | 1 – 0          | WK onder 20 jaar       |
| 4.  | 18 juli 2017    | Frankrijk – IJsland | 1 - 0          | EK vrouwen             |
| 5.  | 21 juli 2017    | Duitsland – Italië  | 2 – 1          | EK vrouwen             |
| 6.  | 24 juli 2017    | Nederland – België  | 2 – 1          | EK vrouwen             |
| 7.  | 27 juli 2017    | Portugal – Engeland | 1 – 2          | EK vrouwen             |
| 8.  | 30 juli 2017    | Oostenrijk – Spanje | 0 – 0 (5–3 ns) | EK vrouwen             |
| 9.  | 5 december 2023 | Nederland – België  | 4 - 0          | Nations Leaque vrouwen |

## Concerten
Op 4 September 1988 vond een onderdeel van de Europese Tour van Monsters of Rock plaats met de artiesten Iron Maiden,David Lee Roth, Kiss (band), Anthrax (band), Helloween en Great White.

## Voetnoten
Abe Lenstra Stadion (sc Heerenveen) ·
De Adelaarshorst (Go Ahead Eagles) ·
AFAS Stadion (AZ) ·
Erve Asito (Heracles Almelo) ·
Euroborg (FC Groningen) ·
Stadion Feijenoord (Feyenoord) ·
Fortuna Sittard Stadion (Fortuna Sittard) ·
Stadion Galgenwaard (FC Utrecht) ·
De Goffert (N.E.C.) ·
De Grolsch Veste (FC Twente) ·
Johan Cruijff ArenA (Ajax) ·
Het Kasteel (Sparta Rotterdam) ·
Koning Willem II Stadion (Willem II) ·
MAC³PARK stadion (PEC Zwolle) ·
Mandemakers Stadion (RKC Waalwijk) ·
Philips Stadion (PSV) ·
Rat Verlegh Stadion (NAC Breda) ·
Yanmar Stadion (Almere City FC)
AFAS Trainingscomplex (Jong AZ) ·
Bingoal Stadion (ADO Den Haag) · 
Frans Heesen Stadion (TOP Oss) ·
GelreDome (Vitesse) ·
De Geusselt (MVV Maastricht) ·
GS Staalwerken Stadion (Helmond Sport) ·
De Herdgang (Jong PSV) ·
Jan Louwers Stadion (FC Eindhoven) ·
Covebo Stadion - De Koel - (VVV-Venlo) · 
Kooi Stadion (SC Cambuur)  · 
Kras Stadion (FC Volendam) ·
M-Scores Stadion (FC Dordrecht) ·
De Oude Meerdijk (FC Emmen) ·
Parkstad Limburg Stadion (Roda JC Kerkrade) ·
711 Stadion (Telstar) ·
De Toekomst (Jong Ajax) ·
Van Donge & De Roo Stadion (Excelsior)
De Vijverberg (De Graafschap) ·
De Vliert (FC Den Bosch) ·
Sportcomplex Zoudenbalch (Jong FC Utrecht) ·
AFAS Trainingscomplex (AZ Vrouwen) ·
Bingoal Stadion (ADO Den Haag Vrouwen) ·
Het Diekman (FC Twente Vrouwen) ·
Fortuna Sittard Stadion (Fortuna Sittard Vrouwen) ·
De Herdgang (PSV Vrouwen) ·
711 Stadion (Telstar Vrouwen) ·
Skoatterwâld (sc Heerenveen Vrouwen) ·
Sportpark Be Quick '28 (PEC Zwolle Vrouwen) ·
De Toekomst (Ajax Vrouwen) ·
Van Donge & De Roo Stadion (Excelsior Vrouwen) ·
Varkenoord (Feyenoord Vrouwen)
Zoudenbalch (FC Utrecht Vrouwen)
Alkmaarderhout (Alkmaar '54/AZ '67/AZ) ·
Amsterdamsestraatweg (Elinkwijk) ·
De Baandert (Sittardia/FSC/Fortuna Sittard) ·
Beatrixstraat (NAC) ·
De Berckt (SC Venlo'54/VVV) ·
Berg & Bos (AGOVV/AGOVV Apeldoorn) ·
Birkhoven (SC Amersfoort/HVC) ·
De Blauwe Kei (Baronie) ·
Bornsestraat (Heracles/SC Heracles '74) ·
De Boschpoort (MVV) ·
Botenlaan (Brabantia) ·
De Braak (Helmondia '55/Helmond Sport) ·
Brasserskade (DHC) ·
Breestraat (KFC/FC Zaanstreek) ·
Buiksloterbanne (De Volewijckers) ·
Cambuurstadion (SC Cambuur/Leeuwarden) ·
Damlaan (Hermes DVS) ·
Het Diekman (SC Enschede/FC Twente) ·
Duinhorst (Den Haag/Flamingo's '54) ·
Esserberg (Be Quick) ·
Fatimastraat (Baronie) ·
FC Twente-trainingscentrum (FC Twente Vrouwen) ·
Stadion Feijenoord (SVV) ·
Floreslaan (Fortuna Vlaardingen/FC Vlaardingen '74) ·
Frankelandsedijk (SVV) ·
Galgenwaard (DOS/Velox) ·
Gemeentelijk Sportpark Hilversum (SC 't Gooi/SC Gooiland/Hilversum) ·
Gemeentelijk Sportpark Tilburg (Willem II/NOAD) ·
Haarlemstadion (HFC Haarlem) ·
Harga (Hermes DVS/SVV) ·
Heekpark (SC Enschede/Enschedese Boys) ·
Heekstraat (Rigtersbleek) ·
Heerlenersteenweg (Juliana) ·
De Heikant (Achilles '29/Achilles '29 Vrouwen) ·
Het Heuveltje (Oldenzaal) ·
Hoornseveld (ZFC) ·
Houtrust (Holland Sport/SHS) ·
Houtsdonk (Helmond) ·
Industriestraat (NOAD) ·
Irislaan (VC Vlissingen/VCV Zeeland) ·
Jonkerbergstraat (Roda Sport) ·
Kaalheide (Rapid '54/Rapid JC/Roda JC/Roda JC Vrouwen) ·
Het Kasteel (Xerxes) ·
Kikkerpolder (UVS) ·
De Koeburg (Zeist) ·
Koning Willem II Stadion (Willem II Vrouwen) ·
Koningsweg (Velox) ·
De Koel (VVV-Venlo Vrouwen) ·
De Koog (FC Zaanstreek) ·
De Kraal (VVV/FC VVV) ·
Krommedijk (D.F.C./DS '79/SVV/Dordrecht '90) ·
J.H. Kruisstraat (Heerenveen/sc Heerenveen) ·
Laan van Vollering (DHC) ·
De Langeleegte (SC Veendam) ·
Leenderweg (De Valk) ·
Liesbosweg (Utrecht) ·
't Lood (AZ Vrouwen) ·
De Luiten (RBC) ·
Oosterenkstadion (Zwolsche Boys/PEC Zwolle) ·
Oosterpark (GVAV/Oosterparkers/FC Groningen) ·
Mauritsstadion (Fortuna '54/FSC) ·
De Meer (Ajax) ·
Mosveld (De Volewijckers) ·
Nieuw-Monnikenhuize (Vitesse) ·
Noordersportpark (EDO) ·
Olympia (RKC Waalwijk) ·
Olympisch Stadion (Blauw-Wit/Amsterdam/DWS/FC Amsterdam) ·
Olympisch Stadion (bijveld) (Blauw-Wit/DWS/FC Amsterdam) ·
De Planeet (SC Drente/Zwartemeer) ·
RBC-Stadion (RBC) ·
Reeweg (Emma) ·
Rolduckerstraat (Kerkrade/Roda Sport) ·
Rozenoord (DOSKO) ·
Sittardia-terrein (Sittardia) ·
Schoonenberg (Stormvogels/VSV/AZ Vrouwen/SC Telstar VVNH) ·
Spaarndammerdijk (DWS) ·
Straatweg (EBOH) ·
Aan de spoorbrug (LONGA) ·
Sportparklaan (RCH) ·
Stadspark (Velocitas) ·
Thomassen-terrein (Rheden) ·
Veemarktterrein (FC Utrecht) ·
Veldwijk (Twentse Profs/Tubantia) ·
Venweg (Limburgia) ·
De Vliert (BVV) ·
Volkspark (Enschedese Boys) ·
De Vrolijkheid (PEC Zwolle/Zwolsche Boys) ·
Wageningse Berg (Wageningen/FC Wageningen) ·
Walvisstraat (ONA) ·
Wassenaarseweg (UVS) ·
Westzanerdijk (ZFC) ·
De Wolfsdonken (Wilhelmina) ·
Xerxesweg (Xerxes) ·
Zuidendijk (EBOH) ·
Zuiderpark (ADO Den Haag)
Noord-Brabant: Steden en dorpen      Nederland: Provincies · Gemeenten